# Mbo (langue de la république démocratique du Congo)
Pour les articles homonymes, voir Mbo.
Le mbo, aussi appelé imbo ou kimbo, est une langue bantoue parlée en République démocratique du Congo, dans la collectivité de Bombo, dans le district de l’Ituri. Elle ne doit pas être confondue avec le mbo parlé au Cameroun.